# Aylostera deminuta
Aylostera deminuta ist eine Pflanzenart in der Gattung Aylostera aus der Familie der Kakteengewächse (Cactaceae). Das Artepitheton deminuta stammt aus dem Lateinischen, bedeutet ‚klein‘ und verweist auf die geringe Größe der Pflanzen.

## Beschreibung
Aylostera deminuta wächst gruppenbildend mit kugelförmigen bis kurz zylindrischen, manchmal zur Spitze hin verjüngten, dunkelgrünen Körpern. Die Körper erreichen bei Durchmessern von bis zu 6 Zentimetern ebensolche Wuchshöhen und haben Faserwurzeln. Die 11 bis 13 Rippen sind spiralförmig angeordnet und in Höcker gegliedert. Die darauf befindlichen Areolen sind weißlich grau. Die 10 bis 12 (oder mehr), manchmal gebogenen Dornen sind kaum in Mittel- und Randdornen zu unterscheiden. Sie sind weiß mit bräunlicher Spitze oder (hell-)braun und 3 bis 6 Millimeter (selten bis 20 Millimeter) lang.
Die tief orangeroten Blüten werden bis 3 Zentimeter lang und erreichen ebensolche Durchmesser. 

## Verbreitung, Systematik und Gefährdung
Aylostera deminuta ist im Süden von Bolivien und im Norden von Argentinien in Höhenlagen von 2400 bis 3900 Metern verbreitet.
Die Erstbeschreibung als Echinopsis deminuta wurde 1904 von Frédéric Albert Constantin Weber veröffentlicht. Curt Backeberg stellte die Art 1936 in die Gattung Aylostera. Weitere nomenklatorische Synonyme sind Echinocactus deminutus (F.A.C.Weber) Gürke (1906) und Rebutia deminuta (F.A.C.Weber) Britton & Rose (1923).
Es existieren zahlreiche taxonomische Synonyme, darunter Rebutia albiflora F.Ritter & Buining (1963), Rebutia deminuta subsp. kupperiana (Boed.) Hjertson (2003), Rebutia fiebrigii (Gürke) Britton & Rose (1916), Rebutia flavistyla F.Ritter (1978), Rebutia fulviseta Rausch (1970), Rebutia heliosa Rausch (1970), Rebutia narvaecensis (Cárdenas) Donald (1973), Rebutia perplexa Donald (1979), Rebutia pseudodeminuta Backeb. (1933), Rebutia pulvinosa F.Ritter & Buining (1963), Rebutia simoniana Rausch (1984), Rebutia spegazziniana Backeb. (1933), Rebutia spinosissima Backeb. (1935).
In der Roten Liste gefährdeter Arten der IUCN wird die Art als „Least Concern (LC)“, d. h. als nicht gefährdet geführt.

## Nachweise